# Ophelimus reticulatus
Ophelimus reticulatus är en stekelart som först beskrevs av Girault 1913.  Ophelimus reticulatus ingår i släktet Ophelimus och familjen finglanssteklar. Inga underarter finns listade i Catalogue of Life.